# Markušovce
Markušovce (en hongrois : Márkusfalva, en allemand : Marksdorf) est un village de Slovaquie situé dans la région de Košice.

## Histoire
Première mention écrite du village en 1289 sous l'appellation latine de " villa Marci ". Le village est alors la propriété de la famille Máriássy.

## Démographie

### Évolution de la population
| Année:               | 1994. | 2004.    | 2014.    | 2024.    |
| -------------------- | ----- | -------- | -------- | -------- |
| Nombre de personnes: | 2835  | 3533     | 4252     | 4843     |
| Différence:          |       | +24,62 % | +20,35 % | +13,89 % |

| Année:               | 2023. | 2024.   |
| -------------------- | ----- | ------- |
| Nombre de personnes: | 4796  | 4843    |
| Différence:          |       | +0,97 % |